# نابی
نابی (انگلیسی: Nabi) یک فیلم در سبک علمی تخیلی محصول کره جنوبی است که در سال ۲۰۰۱ منتشر شد. از بازیگران آن می‌توان به کانگ هیه-جونگ اشاره کرد.